# Casanave SC-2005
El Casanave SC-2005, SC-2009, o SC-2010 (las iniciales SC es un acrónimo de Sergio Casanave nombre de su creador y su respectivo año de diseño) es un fusil de asalto producido por Diseños Casanave International S.A.C., una fábrica peruana de armas y material bélico. El SC-2005 es una actualización peruana propuesta para el FN FAL, que a su vez se basa en el fusil belga pero con toques más modernos y una ligera mejoría en su características. No es una copia exacta del FN FAL, ya que la empresa no posee la licencia de la empresa belga FN Herstal y por lo tanto sus armas están siendo fabricadas con una culata y materiales distintos para evitar parecerse. 

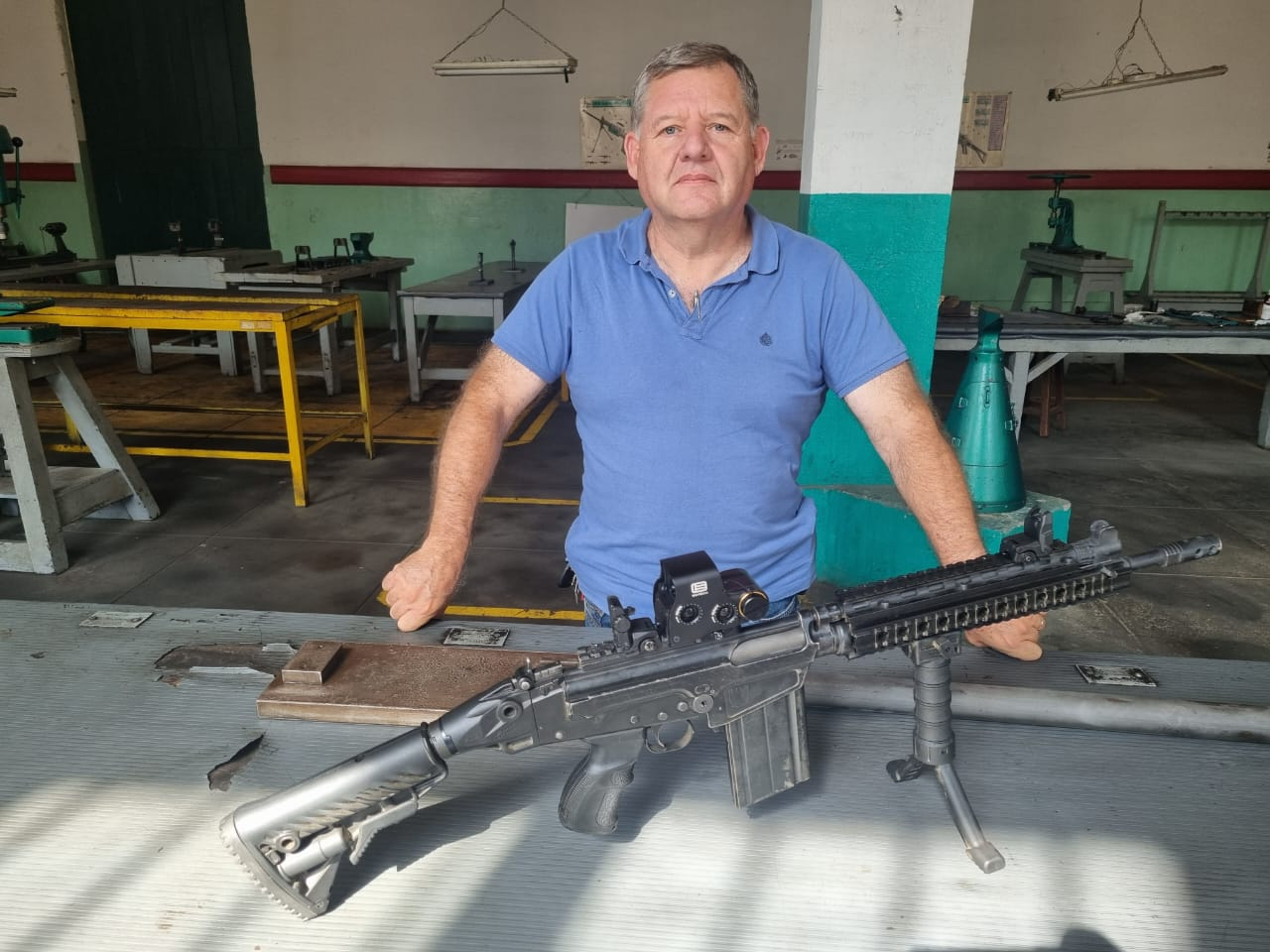
El Ing Sergio Casanave con su creación fusil SC-2010

El fusil peruano dispara los cartuchos de 7,62 x 51 OTAN, 5,56 x 45 OTAN y es compatible con los cargadores STANAG. Fue diseñado por el ingeniero Sergio Casanave Quelopana, representante de la empresa Diseños Casanave International S.A.C.
Fueron fabricadas con el fin de reemplazar a los FN FAL y promover la industria armamentística en el Perú, por lo cual se están haciendo proyectos que beneficien a las fuerzas armadas. Actualmente esta compañía peruana está fabricando piezas y componentes para rifles a las fuerzas armadas peruanas desde 1981, estas armas han estado en operaciones en las maniobras de UNITAS con tropas de las fuerzas armadas de los Estados Unidos.

## Historia
Entre los años 1980 y 2000 dentro de la guerra fría el Perú estaba en una crisis a gran escala con el terrorismo, junto a una grave crisis económica y terminando con una hiperinflación devastadora que afectaría gravemente al Perú. Durante esos años se necesitaba mano de obra urgente para crear material bélico y hacer frente a los terroristas y a los narcotraficantes que azotaban cada día al Perú y por si fuera poco también enfrentar una guerra pendiente con el Ecuador. Durante esos periodos y sin perjudicar más la economía se habrían fabricado armas y realizado modernizaciones del material existente usado en el conflicto contra el Ecuador en el año 1981, esto es con el fin de detener la arremetida terrorista que era lo más importante, y se pudo hacer hacer gracias a una empresa relativamente desconocida que ayudaba al ejército en sus operaciones en conjunto con la marina. 
Un tiempo después, en el año 2003, ya derrotado el terrorismo, el Ejército peruano entendió que debían seguir con el desarrollo de las armas y de material bélico, aunque tuvieron muy poco presupuesto. Se había fundado la empresa Desarrollos Industriales Casanave (que actualmente se llama Diseños Casanave International S.A.C.), siendo esta la responsable de la modernización y creación de los materiales bélicos en el Perú. Según la empresa fueron ellos quienes modernizaron las armas durante la crisis. Su fundador el ingeniero Sergio Casanave Quelopana, un inspirador y fanático de las armas de fuego, aunque lo que más le agrada son los fusiles de asalto de aquellos tiempos como el AK-47, el M16 y otros. El ingeniero tuvo la idea de crear un arma que fuera 100% peruana; al principio el presupuesto era muy escaso debido a que la empresa en sus inicios tuvo de igual manera pérdidas económicas producto del terrorismo que hubo, igual no les impidieron seguir con el plan, en especial Sergio que no dudaba en hacer su propio fusil "Marca Perú", así es como surge la industria armamentística en el Perú por primera vez.
Anteriormente ya se habían realizado modernizaciones, una de ellas es el fusil de combate FN FAL mod 50-00, del que Casanave se basó. Es así como Casanave tomó de ejemplo este fusil para crear un arma propia del Perú, dando como resultado un arma creada a partir una solución práctica y económica, empleando materiales y sistemas de última generación, con costos muy por debajo del de un arma nueva, y alargando significativamente la vida útil del arma; gracias a esto, dio como resultado la familia de fusiles SC-2000 que disparaban los cartuchos 7,62 x 51 OTAN, 7,62 x 39, y 5,56 x 45 OTAN, que la empresa fábrica a menudo para las Fuerzas Armadas, así como también para policías y terceros. Actualmente el sistema SC-2010HPMWS está en uso por algunos países de la OTAN y más de 20 países en el mundo.

## Diseño
El SC-2005MWS o el Sistema de Arma Modular, es la mayor mejora con un sistema de rieles Picatinny Stanag 2324, selector de modo de disparo con tres posiciones y una culata telescópica rediseñada. Cuenta también con un lanzagranadas acoplado. Si bien la capacidad de maniobra del SC-2005 lo convierte en un candidato para las tropas no de infantería (tripulaciones de vehículos, empleados de oficina y oficiales), también lo hace ideal para batallas de espacios cerrados (CQB). 

Sistema de gases del SC-2010.

El nuevo modelo presentado por la compañía, con la designación SC-2010HPMWS (Hi Power Modular Weapon System), es una versión modernizada del fusil automático FAL 50.00, en calibre 7,62 mm, con rieles Stanag 2324, con un mecanismo de recarga accionada por gas. El nuevo modelo tiene capacidad para seleccionar fuego semiautomático, ráfaga corta (tres disparos) y fuego automático (ráfaga) también puede equiparse con accesorios tales como un bípode, culatas retráctiles o plegables y sistemas de rieles para añadirle linternas, punteros láser, mira telescópica, etc. Al fusil se le puede acoplar una bayoneta, empuñadura delantera opcional, culata telescópica y un freno de boca diseñado para soportar el potente cartucho de 7,62 mm, reduciendo significativamente el retroceso, aunque usar freno de boca no hay mucha diferencia, ya que por defecto el arma tiene un retroceso medio-bajo, y eso es algo que lo caracteriza al nuevo fusil, teniendo en cuenta que es un arma con un cañón muy largo y con cartuchos muy potentes, de todas maneras sigue siendo menor a lo habitual a comparación de otros fusiles de su clase, esto es gracias a su buena estructura del arma pensado solo para militares que odian tener que moverse al momento de disparar en modo automático, también se le destaca su fuerte resistencia a los ambientes y las condiciones en que este, se ha hecho una prueba de que el arma continua disparando a pesar de ser lanzada al lodo, sumergida en agua, e incluso aplastado por un vehículo. Es un arma muy segura y permite alcanzar un blanco a 800 metros de distancia, según el fabricante, ya que fue diseñada según las experiencias de la época del terrorismo de ese tiempo, y se entendía que todos los combates se producían a esa distancia e incluso podría decirse menos.

## Variantes
Las principales variantes del SC-2005 son: 
- SC-2026: El cual está basado en el conocido fusil AKM, el SC-2026 tiene la novedad de tener un nuevo cañón, un freno de boca-compensador de diseño propio, una culata retráctil y plegable de policarbonato, así también un guardamano con rampas picatiny, una empuñadura frontal, una empuñadura de policarbonato de un novedoso diseño, una tapa del cajón de mecanismos con rampa picatiny. Este fusil dispara el cartucho 7,62 x 39, desde un cañón de 16 pulgadas, con anima cromada. El alcance efectivo del SC-2026 es de 400 m, con un peso sin munición de 3.6 Kg, contando con un sistema de gases por un punto del cañón y con un mecanismo de acerrojado por cerrojo rotativo con dos tetones, y tiene un cargador de 30 cartuchos.[6]

- SC-2076: Es un fusil que dispara el cartucho 5,56 x 45 OTAN, basado en el fusil Valmet. Este fusil cuenta con cargadores de 20 y 30 cartuchos, un cañón de 457,2 mm o 355 mm, culata ajustable, guardamano, y empuñadura de policarbonato con rieles Picatiny para la instalación de accesorios. Su cañón tiene ánima cromada, mientras que el cerrojo y el portacerrojo tienen el acabado "Tenifer".[6]
- SC-2010: Versión estándar del fusil para el Ejército del Perú, con un cañón de 15.25" con anima cromada calibre 7.62x51 mm, culata regulable, guardamano con 4 rampas picatinny, freno de boca-compensador, nueva empuñadura, nueva empuñadura frontal con bipie, tapa del cajón de mecanismos con rampa picatinny.
- SC-2010 LMG: Versión ametralladora ligera, difiere del fusil estándar en poseer un alcance más largo de 1.150 m en comparación con el alcance de 1.100 m del fusil estándar, Tiene un cañón más largo y pesado, al igual que los fusiles pesados, este también posee un bípode para estabilizar el arma. La versión ametralladora ligera utiliza cargadores de 30 cartuchos 5,56 x 45 OTAN y también puede aceptar cargadores STANAG de 30 cartuchos. Este modelo dispara en modo semiautomatico y automático como su contraparte estándar.
- SC-2005D Versión corta en calibre 5,56x45 mm.
- SC-2026C: Versión con cañón de 12" calibre 7,62 x 39.
- SC-2006B: Versión con cañón de 10" calibre 7,62 x 39.
- SC-2009: Sistema similar al FN FAL, pero dispara el cartucho 7,62 x 39 y emplea los cargadores del fusil Galil.

## Desarrollo adicional
Esta función ha absorbido la funcionalidad de todas las variantes de la M4 y el M16. Además, una ametralladora SC-Beta-L, desarrollada un poco antes, que era también más pequeña en tamaño. También sobre la base de la M4 se creó la "serie de panal de abeja" SC, usando diferentes calibres, redacción del modelo, también se creó por separado SC-Stable con sistema de recarga accionada por gas estabilizado, similar al FAMAS.

## Galería

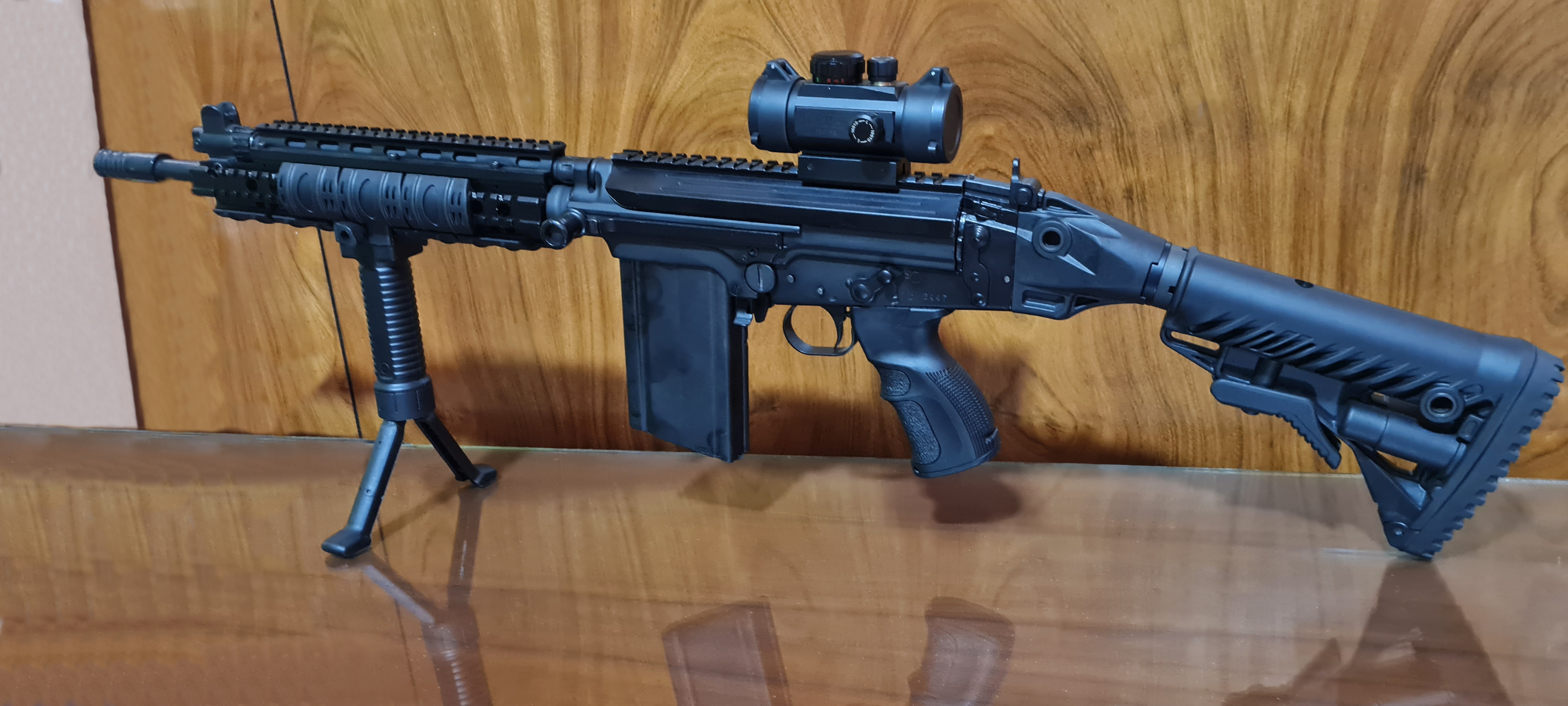
Fusil SC-2010EP estándar del Ejército del Perú 2010

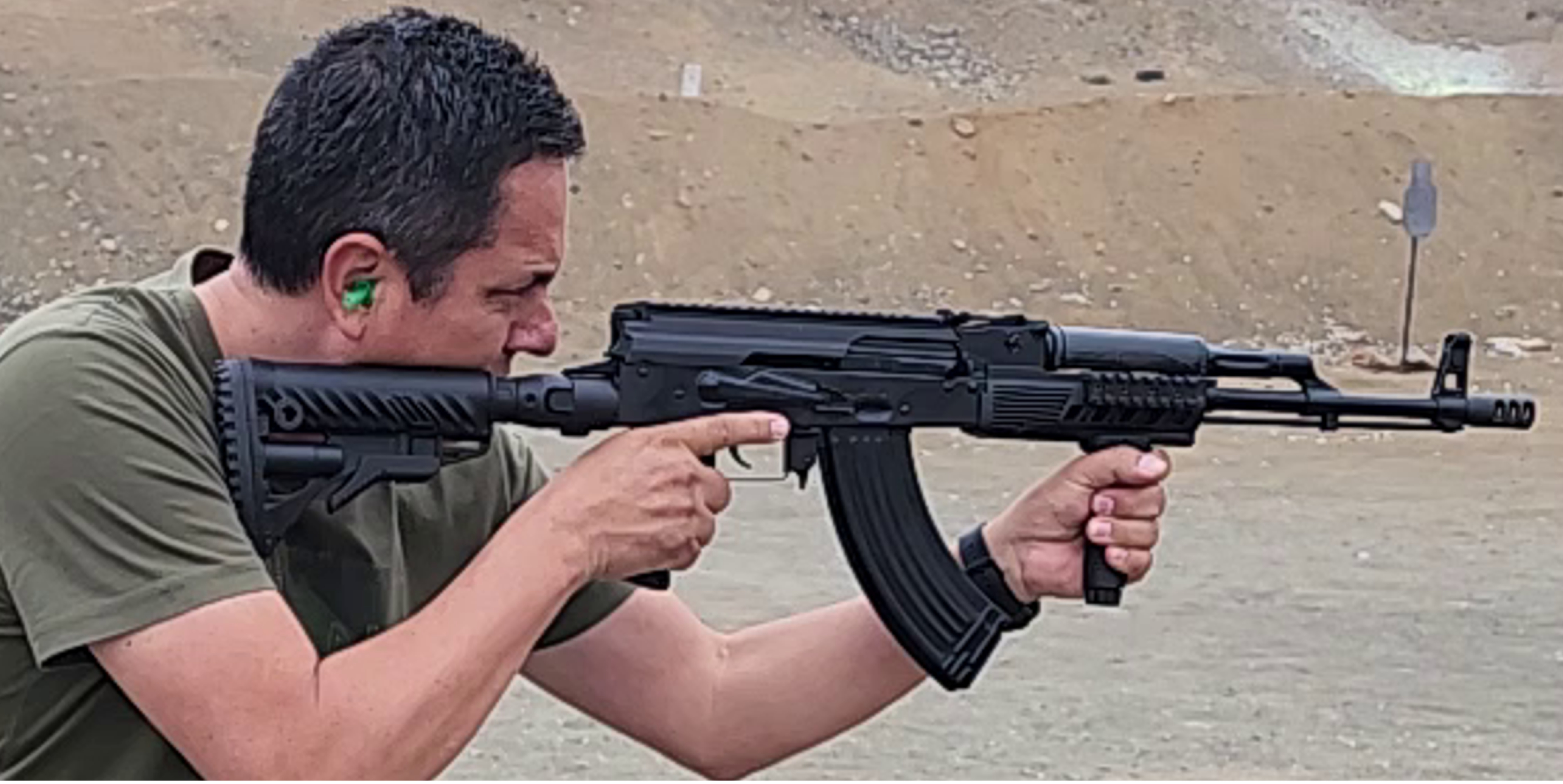

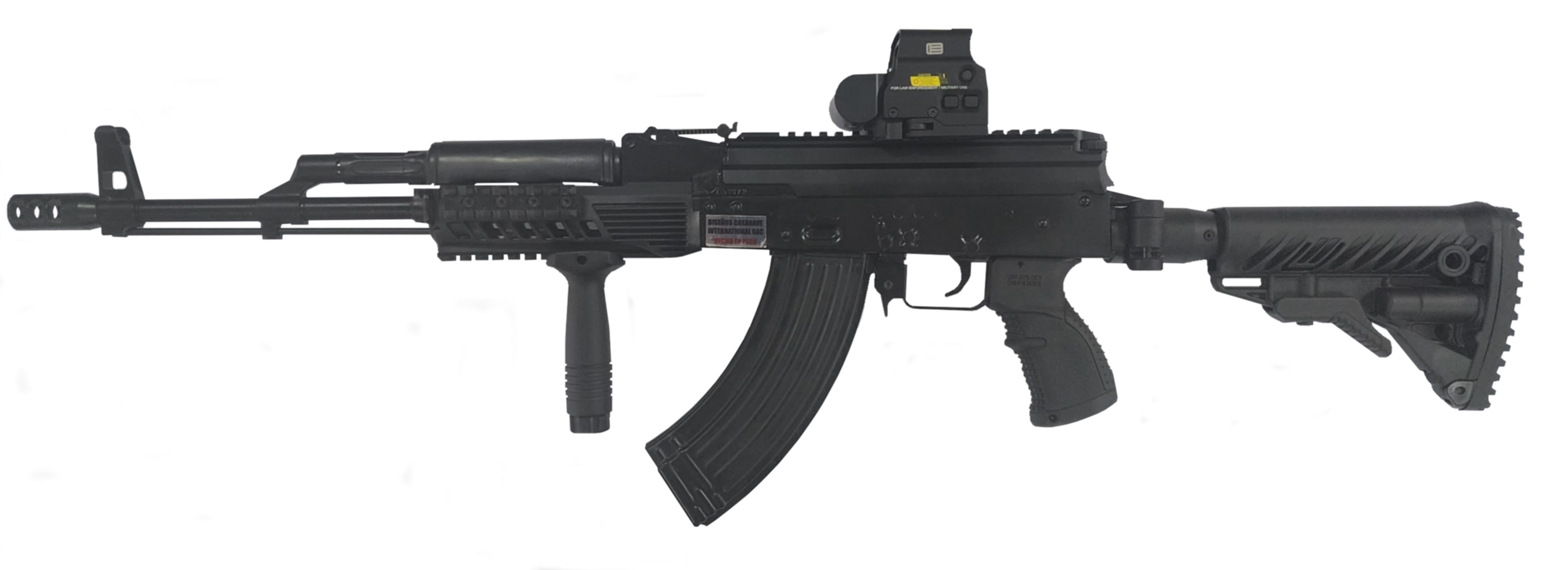

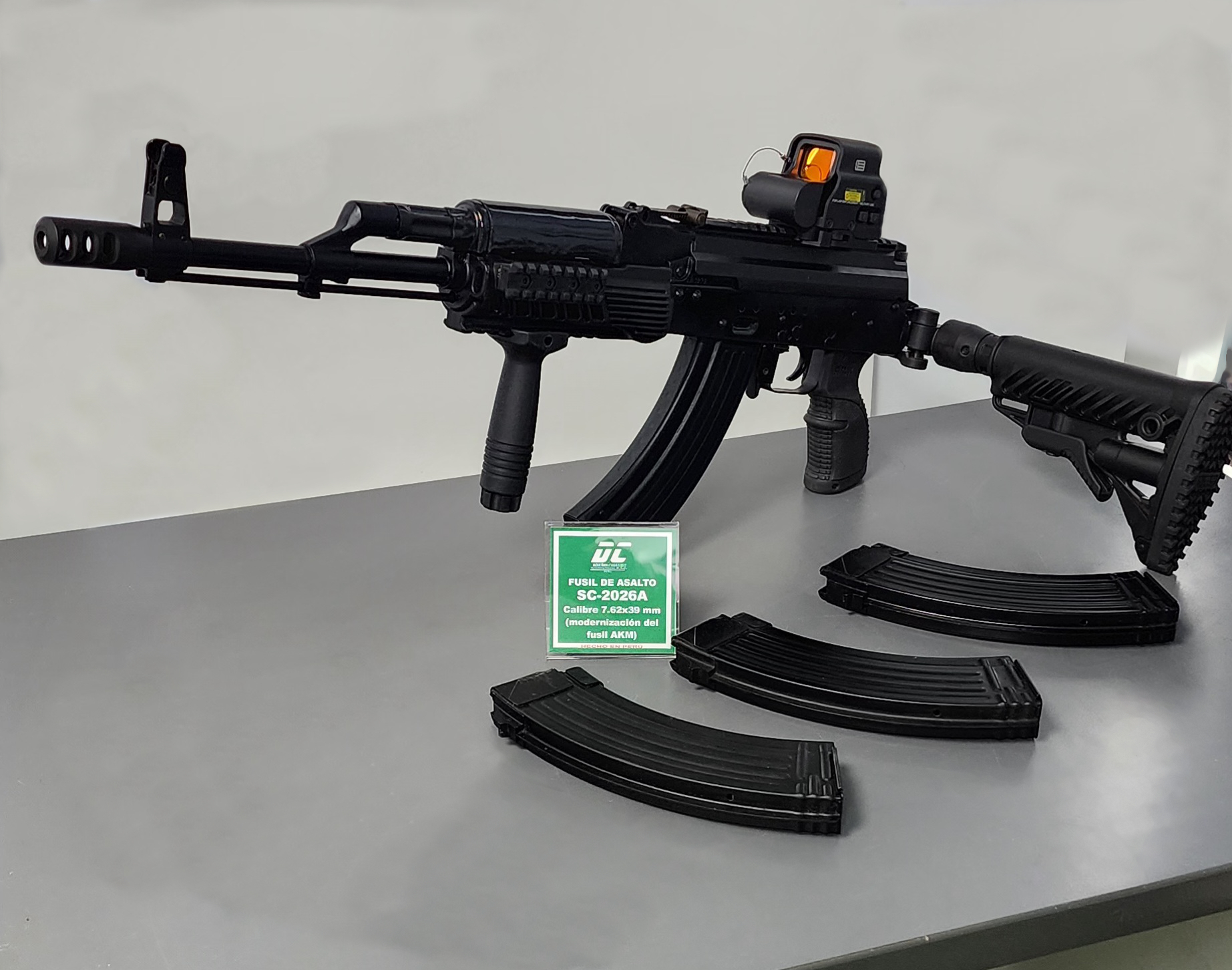

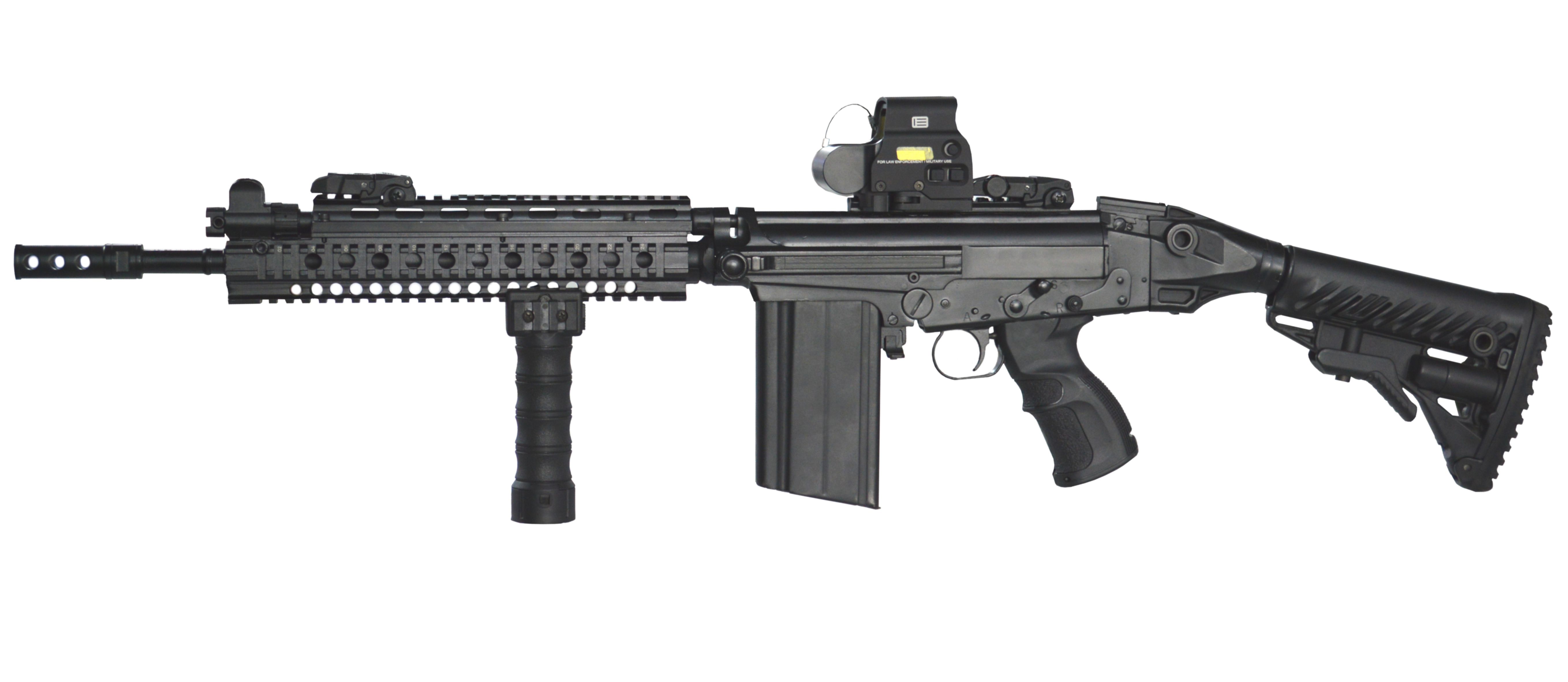
Fusil Automático SC-2010

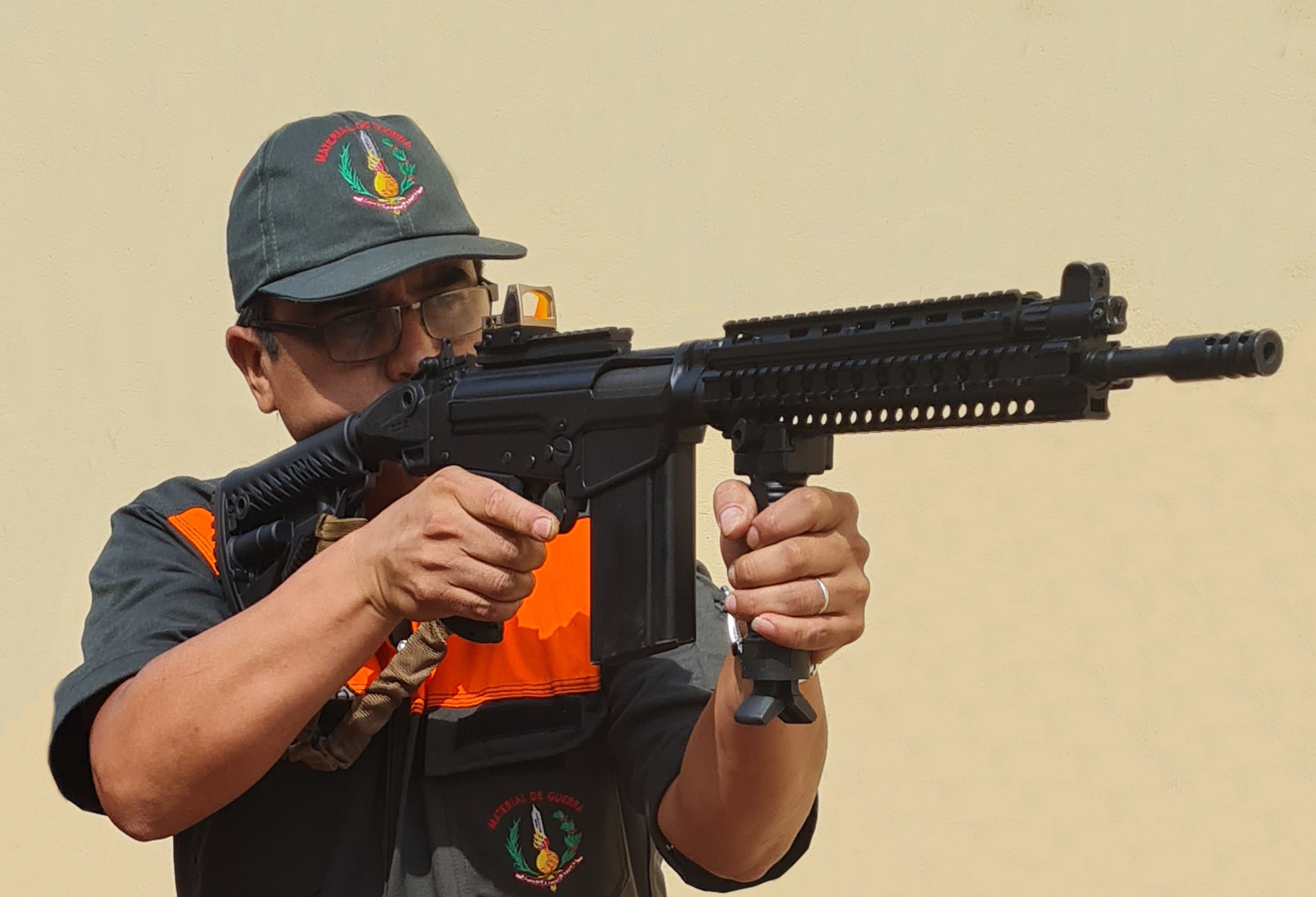

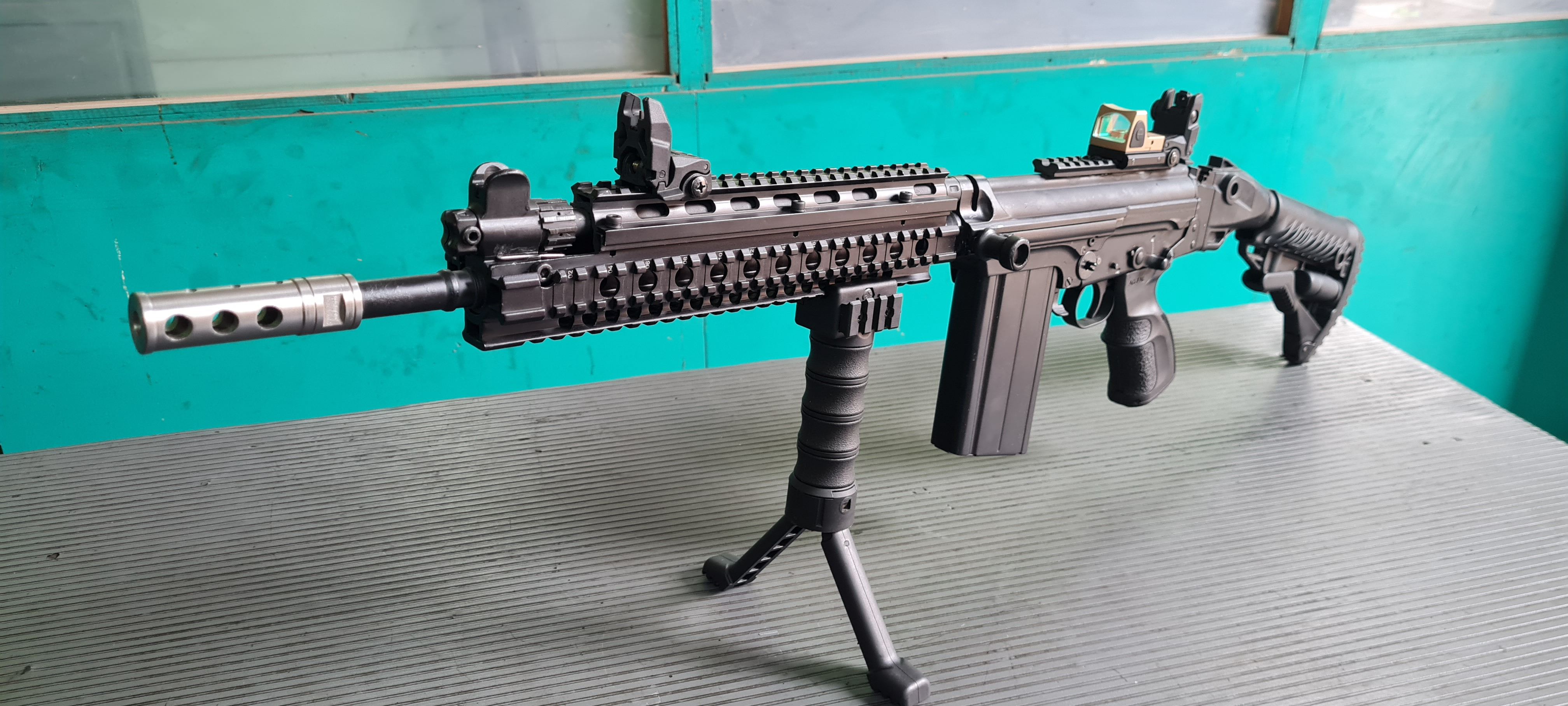

### Desarrollos relacionados
- Heckler & Koch G3

### Armas similares
- FN FAL
- FN CAL
- L1A1